# Jacques Monod
Jacques Lucien Monod (n. 9 februarie 1910, Paris, Île-de-France, Franța – d. 31 mai 1976, Cannes, Provence-Côte d'Azur, Franța) a fost un biochimist și microbiolog francez, laureat al Premiului Nobel pentru Fiziologie sau Medicină (1965), împreună cu François Jacob și André Lwoff, „pentru descoperirile lor cu privire la controlul genetic al sintezei enzimelor și virusurilor.”

## Citate
În cartea sa Șansă și necesitate (Le Hasard et la nécessité) Monod a scris:
„... mecanismul translației este strict ireversibil. Nu este nici observat, nici de altfel de conceput, că «informația» ar fi vreodată transferată în sens invers, adică de la proteină la ADN. Această noțiune se sprijină pe un ansamblu de observații atât de complete și atât de sigure, astăzi, iar consecințele sale în teoria evoluției în special sunt atât de importante, încât ea ar trebui considerată drept unul dintre principiile fundamentale ale biologiei moderne.”
„Vechea alianță este ruptă; omul știe în sfârșit că este singur în imensitatea indiferentă a Universului din care a apărut întâmplător. Nu mai mult decât soarta lui, datoria lui nu este scrisă nicăieri. Depinde de el să aleagă între Împărăție și întuneric.”